# Autobianchi Primula
El Primula es un turismo producido de la Autobianchi entre el 1964 y el 1970, pionero por su configuración:  motor transversal de 4 cilindros en línea y tracción delantera en una carrocería compacta de dos volúmenes con portón trasero (en opción).

## Desarrollo
El Primula fue el primer vehículo del grupo Fiat en emplear la tracción anterior y el motor transversal fruto de la idea del joven proyectista de Fiat Oreste Lardone y el ingeniero Dante Giacosa. Su tarea, casi propia de un experimento de laboratorio, fue legitimar este tipo de solución técnica, inventada y proyectada por Lardone en 1928, lo que supondrá un avance e innovación tecnológica para los automóviles utilitarios con motor delantero y tracción anterior y que anticipará en casi un decenio, al prototipo 'TPV' de Citroën.  
El proyecto con algunos detractores de peso, dentro del Grupo Fiat, tuvo sus reticencias a continuar investigándose, debido al incidente que tuvo su origen en un accidente ocurrido en 1932, en el que se incendió en una subida el primer prototipo de FIAT con tracción delanteraya que sus ocupantes tuvieron que saltar del auto siendo esta la razón, por la que Giovanni Agnelli postpondrá el proyecto. 
En 1961, Oreste Lardone y Dante Giacosa lograron convencer a la cúpula de Fiat de volver a probar nuevamente el motor y la tracción delanteros, una solución técnica que aportaba ventajas indudables a los automóviles de pequeño y medio tamaño. 
Fruto de esta persuasión tendrá 'luz verde', el denominado como 'Proyecto109', de Fiat, y que en principio, debía de ser un coupé compacto con motor delantero transversal y tracción delantera, pero en 1961, Oreste fallecería de manera súbita y no llegará a ver desarrollada la fase final de su obra y comercialización.
Así pues para el desarrollo, quedará al frente el ingeniero Dante Giacosa, tomando como cobaya uno de los motores que se estaban probando en el proyecto 123 de Fiat, una adaptación del 4 cilindros en línea y 1221cm³ del 1100 D, y que pasaría a llamarse internamente en Fiat como 'Motor 103' desarrollado por Giacosa, el cual lo dispuso transversalmente y ligeramente inclinado. 
Los Boano, padre e hijo, se encargaron de modelar la carrocería. La línea coupé fue evolucionado hasta convertirse en un hatchback. En 1962 ya se habían presentado tres modelos a tamaño real con una apariencia muy próxima a la definitiva. 
Paralelamente, se intentaba resolver el problema técnico que suponía adaptar el motor 103 al proyecto 109. La caja de cambios, el embrague y el motor estaban dispuestos uno a continuación del otro de forma transversal. 
Esa disposición obligaba a aumentar la distancia entre ejes, algo que Giacosa no quería porque el aumento de peso que conllevaba esa modificación comprometería una condición esencial del proyecto, su ligereza. Finalmente, el departamento de ingeniería, dirigido por Cordiano, halló un solución simple e ingeniosa, creó un actuador hidráulico que permitía eliminar algunas piezas del embrague y, en consecuencia, reducir la anchura del conjunto motor, embrague y caja de cambios. 
Siendo a finales de 1963, cuando se iniciarán los primeros ensayos técnicos con los prototipos,  resultando ser muy satisfactorios.
Mención especial mereció el apartado de los frenos. En los autos con motor delantero, el reparto de pesos —agravado por la inercia— complica la frenada, pues la parte trasera tiende a despegarse del suelo haciendo que las ruedas paren de girar. La solución fue poner un regulador de frenada para reducir proporcionalmente la potencia de frenado. Por otro lado, un elemento que contribuyó a la comodidad fue la adopción de la dirección de cremallera.
Finalmente, en 1964, unos meses después del lanzamiento del Fiat 850, fue presentado el Primula.
Fiat, demasiado conservadora, prefirió no arriesgar su imagen de marca y decidió que el 'Proyecto 109' se comercializase bajo la marca Autobianchi, como Prímula 
Para el inicio de su producción en 1964, se inauguró la fábrica de Desio, - Italia -. Su acogida comercial fue buena, a pesar de no contar con el apoyo de la red oficial de concesionarios de Fiat, matriz pero al mismo tiempo rival. 
Cabe señalarse que los primeros automóviles de tracción delantera con el motor transversal fueron el Mini y sus derivados (como el BMC ADO16, de línea muy similar al Primula). Proyectados por sir Alec Issigonis, su innovador diseño diferirá del Primula al situarse la caja de cambios dentro del cárter motor, compartiendo los engranajes, el engrase con el aceite motor, lo cual resultaría ser problemático al tener el aceite motor características distintas del engrase de la transmisión. 
En el Primula, sin embargo, Dante Giacosa tuvo la intuición de colocar la caja de cambios transversalmente fuera del motor, a continuación del cigüeñal. El miedo a los posibles problemas generados por la diferente longitud que debían tener los semiejes pronto se disipó, pues no resultaban un inconveniente con potencias limitadas. Y en los motores más potentes bastaba con dividir el semieje más largo en dos partes, una fija y la otra de la misma longitud que el semieje corto, para así evitar los bandazos en aceleraciones debidos al efecto giroscópico. Esta configuración, motor transversal y transmisión lateral, es la configuración que durante el periodo de 1964 a 1969, este motor supone como reflejo técnico para el desarrollo y nacimiento del 'Motor Tipo -1' de Fiat, que se estrenará en el 'proyecto 128' del fabricante Turinés. 
También esta configuración de motor transversal y transmisión lateral, será adoptada universalmente, por los constructores de automóviles de todo el mundo, siendo una de las muchas innovaciones introducidas por el grupo Fiat en el mundo del automóvil, a la vez que también lo son las recientes tecnologías del Common Rail, el sistema Multijet, el sistema Multiair y el conmutador multifuel.

## Características
El Primula tenía una carrocería de dos volúmenes sobria y racional, en la que destacaba la zaga, flanqueada por dos aletas afiladas en que se alojaban los intermitentes, como en el Austin MG 1300, algo muy en boga en la época. El Primula estaba disponible en versiones berlina y coupé.
Una de las principales virtudes del modelo era la amplitud interior. La disposición del tren motriz obró milagros, dejando bastante espacio a los ocupantes de las plazas delanteras y traseras. La posición del conductor, con el volante horizontal, también era novedosa, muy similar a la del futuro Fiat 127. En el Coupé S, el salpicadero seguía el estilo de los Fiat, revestido de plástico negro y un tablero de instrumentos con el panel de madera presidido por dos esferas. La moqueta roja daba un toque de alegría al interior. Para los estándares de la época, el habitáculo estaba bien equipado. Abundaban los refinamientos, como el panel que cubre toda la puerta, los cromados interiores y la guantera iluminada. También destacaban los asientos, elegantes y cómodos, con la banqueta bastante baja y un buen apoyo. Cabe, eso sí, poner reparos al aspecto del ruido, el motor sonaba bastante a cualquier régimen. El problema llegaba a incomodar cuando se superaban los 100 km/h porque, al carecer de quinta marcha, el motor tenía que girar muy alto en cuarta. Otro aspecto que fue bastante criticado fue el de la dureza de las suspensiones.
En la berlina, se podía elegir entre un práctico portón posterior y una sencilla portezuela del maletero, en versiones de 2, 3, 4 o 5 puertas. Mientras, el modelo coupé, con la luna trasera inclinada, solo se ofrecía en versión de 2 puertas.

Por otro lado, en la versión básica, su motor de 49 CV garantizaba unas buenas prestaciones, acordes a la estabilidad que proporcionaba la tracción delantera y las suspensiones anteriores independientes tipo MacPherson, otra novedad del Primula. La versión más potente, que montaba el Coupé S, ofrecía una buena aceleración y una gran recuperación, si bien no podía considerarse exactamente como deportiva.  

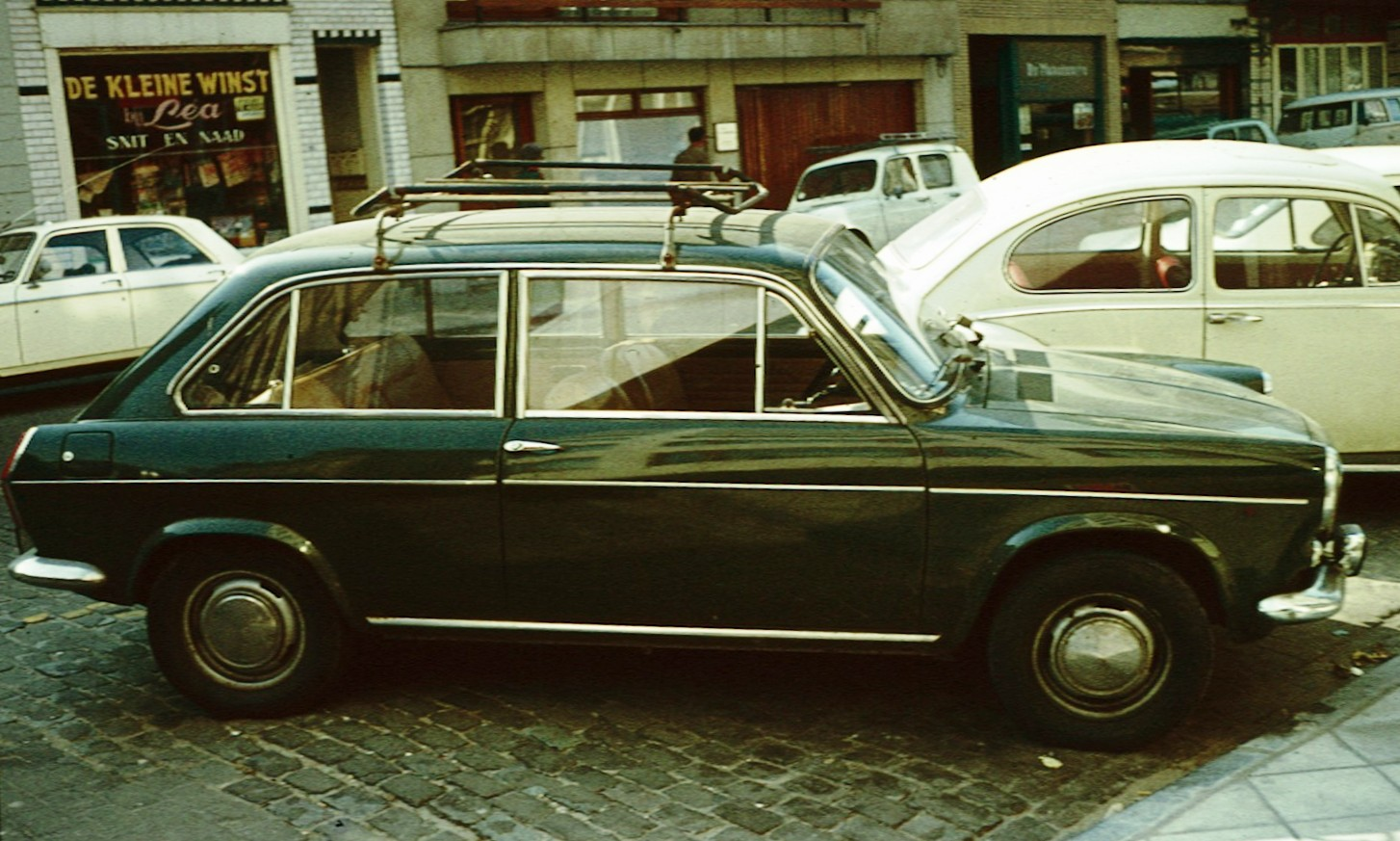
Autobianchi Primula

## Trayectoria
La versión fastback, con el portón trasero inclinado, tuvo poca aceptación en Italia. En cambio, en Francia agradó mucho, se vendieron unas 15 000 unidades entre todas las versiones; un hecho raro, ya que los modelos extranjeros era poco apreciados en el país galo, donde se preferían autos como el Citroën 2CV o el Renault 4, cuyo portón trasero les confería gran versatilidad. Ayudó también la buena labor de Chardonnet, distribuidor de Autobianchi en Francia, con su red de 200 concesionarios. 
En el 1968 el Primula fue renovado. En la berlina se rediseñó el frontal y el interior. En cuanto al coupé, se rehízo la trasera eliminando las aletas —que sin embargo permanecieron en la berlina—. Los contornos del tres cuartos posterior se suavizaron y los intermitentes fueron sustituidos por otros cuadrados de menor tamaño que anticipaban los del futuro A112.
La línea del coupé, cuya parte posterior parecía inacabada, gustó menos que la de la serie precedente, a pesar de la mejora en las prestaciones y los acabados.
Del punto de vista técnico, la novedad más importante fue la adopción de los motores del Fiat 124. La berlina empezó a montar la mecánica de 1197 cm³ de 65 CV que llevaba el 124 base, mientras que al coupé (ahora denominado Coupé S) se le dotó del motor de 1438 cm³ de 75 CV del 124 Special. Esta versión se diferenciaba de las otras por llevar la palanca de cambios en el piso en lugar de en el volante. Su aspecto era muy singular, en posición muy adelantada, bastante larga e inclinada hacia atrás, recordaba a una de camión, si bien en la actualidad los coches de competición utilizan palancas enormes.
La producción acabó en el 1970. Su heredero conceptual, el A111, hacía dos años que estaba en el mercado. En la planta de Desio se produjeron 74 858 unidades del Primula entre 1964 y 1970.
Se puede considerar que Fiat quedó satisfecha con el ensayo del Primula, el modelo fue germen del Fiat 128. Aparecido en 1969, este auto supuso el ingreso de Fiat en una nueva categoría de autos que sería muy popular a partir de los años 70, representada por modelos como el VW Golf, Renault 5, Ford Fiesta o el Fiat/Seat 127. Asimismo, sobre la plataforma del Primula también se desarrolló la furgoneta Fiat 238. 

## La opinión de la prensa
Para la revista Velocidad, el lanzamiento del Primula se trataba de un ensayo para tantear el mercado.
Motor Mundial quedó sorprendida agradablemente y preveía que el coche daría que hablar.
La revista italiana Quattroruote destacaba con la máxima nota la eficiencia y resistencia de sus frenos, la estética, la visibilidad, las aceleraciones, la estabilidad y el embrague. Consideraba notables la habitabilidad, el maletero, la instrumentación, el mantenimiento, la velocidad máxima y el consumo. También le parecían buenos el acabado, el puesto de conducción, el equipamiento y la dirección. En cambio, ponía reparos al confort por el ruido y la dureza de las suspensiones. Tampoco agradaba el cambio por ser poco manejable. Por último, el auto obtenía un suspenso por la falta de estanqueidad de la carrocería; entraba agua en el habitáculo y el maletero.
Para Thévenet, de L’Automobile, el Primula era una especie de Peugeot 204 a la italiana o  bien un pequeño Renault 16 aburguesado. Le agradaban bastante el placer de conducción y el comportamiento, si bien se quejaba de la falta de confort. También elogiaba la estabilidad, los frenos, la dirección y las prestaciones. La revista lo votaría como Coche del Año 1965.

## Especificaciones Técnicas
| Autobianchi Primula                  | Berlina | Coupé | Berlina 65 C                                                                                                  | Coupé S |
| ------------------------------------ | --- | --- | --- | --- |
| Motor:                               | 4 cilindros en línea                                                                                          | 4 cilindros en línea                                                                                          | 4 cilindros en línea                                                                                          | 4 cilindros en línea                                                                                          |
| Cilindrada:                          | 1221 cm³ | 1221 cm³ | 1197 cm³ | 1438 cm³ |
| Diámetro × Carrera:                  | 72 × 75 mm | 72 × 75 mm | 73 × 71,5 mm                                                                                                  | 80 × 71,5 mm                                                                                                  |
| Potencia:                            | 43–46 kW (59–62 CV) a 5400 rpm                                                                                | 49 kW (65 CV) a 5600 rpm                                                                                      | 49 kW (65 CV) a 5500 rpm                                                                                      | 55 kW (75 CV) a 5500 rpm                                                                                      |
| Par máximo:                          | 92–97 SAE-Nm a 3200 rpm                                                                                       | 97 SAE-Nm a 3200 rpm                                                                                          | 98 SAE-Nm a 3400 rpm                                                                                          | 122 SAE-Nm a 2800 rpm                                                                                         |
| Compresión:                          | 8,6:1 | 8,6:1 | 8,8:1 | 9,3:1 |
| Carburación:                         | 1 carburador monocuerpo Holley 32 IBM                                                                         | 1 carburador monocuerpo Holley 32 IBM                                                                         | 1 carburador de doble cuerpo y apertura sincronizada Weber 32 DFB                                             | 1 carburador de doble cuerpo y apertura sincronizada Weber 32 DFB                                             |
| Control de válvulas:                 | OHV, cadena                                                                                                   | OHV, cadena                                                                                                   | OHV, cadena                                                                                                   | OHV, cadena                                                                                                   |
| Refrigeración:                       | Líquida | Líquida | Líquida | Líquida |
| Transmisión:                         | 4 velocidades, palanca en el volante (Coupé: en el piso), tracción delantera                                  | 4 velocidades, palanca en el volante (Coupé: en el piso), tracción delantera                                  | 4 velocidades, palanca en el volante (Coupé: en el piso), tracción delantera                                  | 4 velocidades, palanca en el volante (Coupé: en el piso), tracción delantera                                  |
| Embrague:                            | Monodisco en seco con control hidráulico autoajustable                                                        | Monodisco en seco con control hidráulico autoajustable                                                        | Monodisco en seco con control hidráulico autoajustable                                                        | Monodisco en seco con control hidráulico autoajustable                                                        |
| Suspensión delantera:                | Independiente, brazos oscilantes y ballesta transversal semielíptica (sirve además como barra estabilizadora) | Independiente, brazos oscilantes y ballesta transversal semielíptica (sirve además como barra estabilizadora) | Independiente, brazos oscilantes y ballesta transversal semielíptica (sirve además como barra estabilizadora) | Independiente, brazos oscilantes y ballesta transversal semielíptica (sirve además como barra estabilizadora) |
| Suspensión trasera:                  | Eje rígido con ballestas semielípticas                                                                        | Eje rígido con ballestas semielípticas                                                                        | Eje rígido con ballestas semielípticas                                                                        | Eje rígido con ballestas semielípticas                                                                        |
| Amortiguadores:                      | Hidráulicos telescópicos de doble acción                                                                      | Hidráulicos telescópicos de doble acción                                                                      | Hidráulicos telescópicos de doble acción                                                                      | Hidráulicos telescópicos de doble acción                                                                      |
| Frenos:                              | Disco en las 4 ruedas (diámetro 22,7 cm), con regulador de frenada                                            | Disco en las 4 ruedas (diámetro 22,7 cm), con regulador de frenada                                            | Disco en las 4 ruedas (diámetro 22,7 cm), con regulador de frenada                                            | Disco en las 4 ruedas (diámetro 22,7 cm), con regulador de frenada                                            |
| Dirección:                           | Cremallera y piñón                                                                                            | Cremallera y piñón                                                                                            | Cremallera y piñón                                                                                            | Cremallera y piñón                                                                                            |
| Carrocería:                          | Acero, autoportante                                                                                           | Acero, autoportante                                                                                           | Acero, autoportante                                                                                           | Acero, autoportante                                                                                           |
| Ancho de vía delantero/trasero:      | 1330/1290 mm                                                                                                  | 1330/1290 mm                                                                                                  | 1340/1300 mm                                                                                                  | 1340/1300 mm                                                                                                  |
| Distancia entre ejes:                | 2300 mm | 2300 mm | 2300 mm | 2300 mm |
| Dimensiones:                         | 3785 × 1580 × 1400 (Coupé: 1350) mm                                                                           | 3785 × 1580 × 1400 (Coupé: 1350) mm                                                                           | 3785 × 1580 × 1400 (Coupé: 1350) mm                                                                           | 3785 × 1580 × 1400 (Coupé: 1350) mm                                                                           |
| Peso:                                | 840–855 kg | 830 kg | 870–885 kg | 860 kg |
| Velocidad máxima:                    | 135–140 km/h                                                                                                  | 150 km/h | 145 km/h | 155 km/h |
| 0–100 km/h:                          | 21,3 s | No declarado                                                                                                  | No declarado                                                                                                  | No declarado                                                                                                  |
| Consumo (Litros/100 km, norma CUNA): | 7,5–7,8 | 7,2 | 8,4 | 8,5 |

## Cine
El Autobianchi Primula Coupe S aparece en numerosas escenas del filme francés César y Rosalie (traducido como Ella, yo y el otro) del director Claude Sautet. La película estaba interpretada por Yves Montand (César), Romy Schneider (Rosalie) y Sami Frey (David).